# Reloj de Comayagua

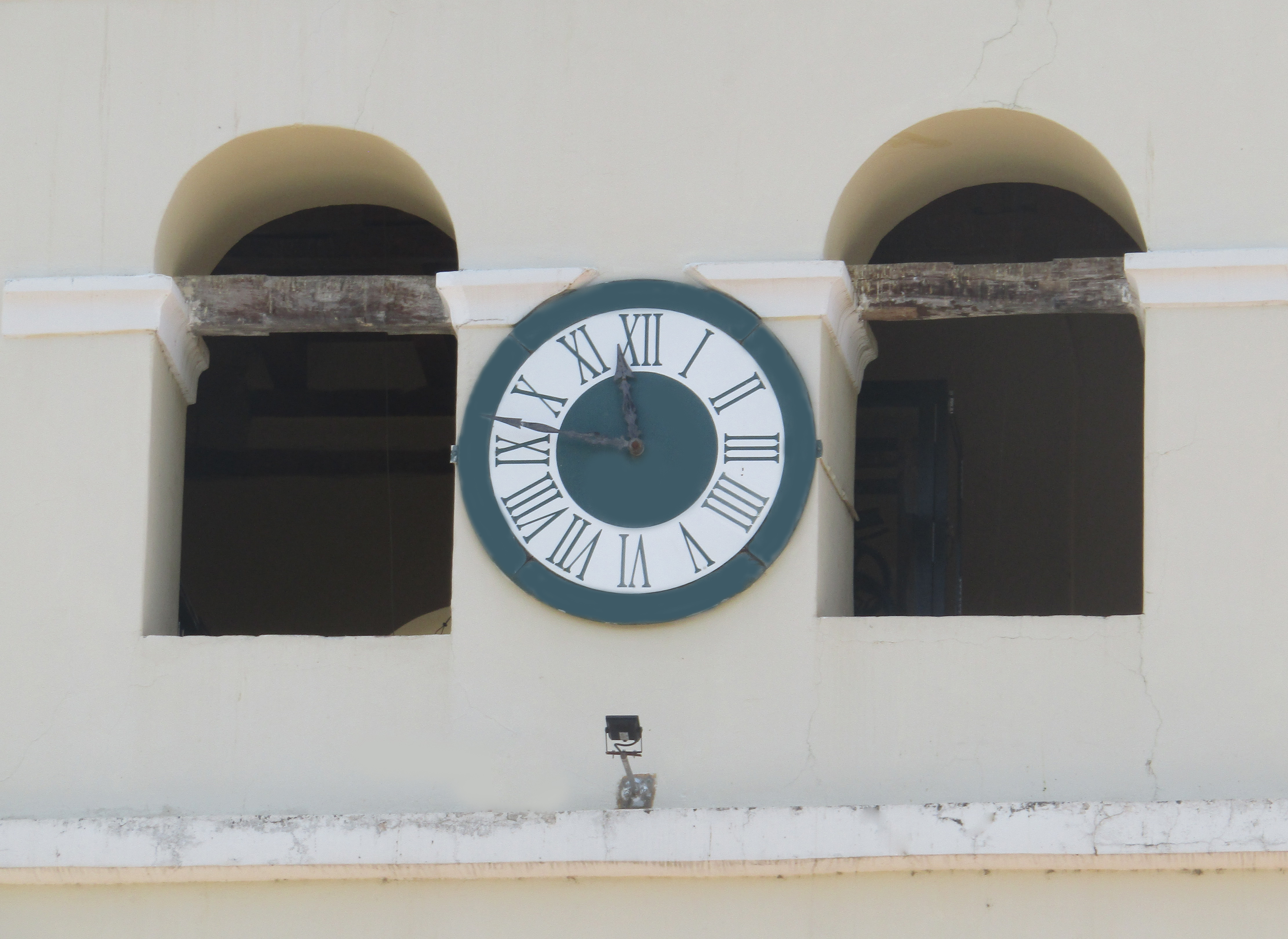
Carátula del reloj en 2022.

El reloj de Comayagua también llamado como El reloj árabe o el reloj de la catedral de Comayagua es un reloj medieval localizado en la ciudad de Comayagua, en la República de Honduras. Es considerado el más antiguo de América y el reloj de engranajes más viejo del mundo aun en función.

## Historia
Los engranajes fueron hechos y ensamblados por los árabes en Al-Ándalus presuntamente en el año 1100 durante el periodo del Imperio Almorávide. Antes de ser transferido a las Américas, estaba trabajando en el palacio árabe de la Alhambra de Granada en España el cual había sido ocupado por los reyes de España a partir de Carlos I. Por orden del rey Felipe III de España, fue transferido a la región de Hibueras (actual Honduras) de la Nueva España, donde funcionaría como el reloj de la ciudad.
En un inicio este funciono en la Iglesia de La merced, la cual era para ese entonces la catedral de la ciudad siendo instalado en 1636. Sin embargo para 1711 este fue reubicado a la recién terminada Catedral de la Inmaculada concepción que para ese entonces era el edificio más grande la ciudad y una de las catedrales más grande de Centroamérica durante el virreinato, siendo instalado en la torre del campanario del templo.

## Piezas

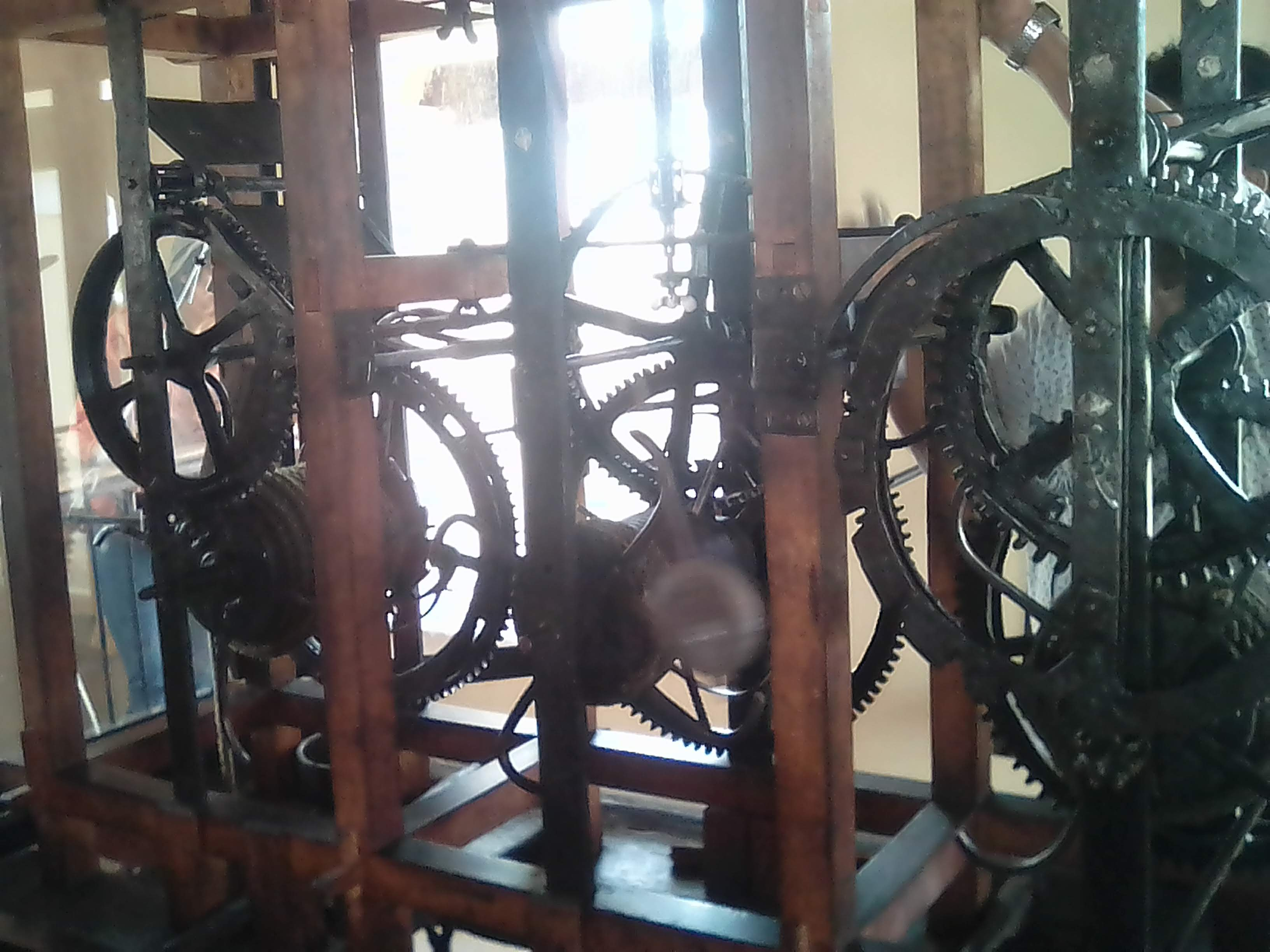
Mecanismo del Reloj.

El mecanismo está conformado por ocho ruedas dentadas de hierro que corresponden a cuatro para engranajes, tres para las pesas y uno que mueve el péndulo. Para crear la alarma de  cada hora se han adaptado dos campanas que marcan los cuartos de hora llamada San Emiglia hecha en 1821 y la otra con nombre de Inmaculada, fabricada en 1749 que repica cada vez que se marca la hora.

## Debate de su antigüedad
La existencia de este reloj ha sido un tema de debate entre los historiadores. Durante un tiempo se creyó que el reloj de engranajes más antiguo era el de la catedral de Salisbury en Inglaterra, en visto que este fue hecho en 1386. Sin embargo cuando se estudio al reloj de Comayagua se  determino que el material con el que fue hecho se identifico que se construyó con hierro forjado, la cual es una técnica mucho más antigua que con la que fue hecha la de Salisbury, por ende diversos historiadores e investigadores dan por hecho que este es el reloj de engranajes aun en función más antiguo del mundo. La teoría que afirma haber sido construido en el año 1100 se sustenta en la inscripción que se encuentra en el mecanismo que dice "Espana 1100",  lo que podría dar a entender que a partir de ese  año empezó a funcionar.  
Sin embargo algunos de estos expertos dudan que este reloj pudo haber sido fabricado a finales del siglo XI, época en donde los relojes de engranaje no existían y de  así daría a entender que ha  habido desarrollos tecnológicos o técnicas de fabricación que no fueron  completamente documentadas en la historia convencional. Esto también porque algunos alegan que dicha teoría no está respaldada por evidencia sólida y la antigüedad del reloj puede desafiar concepciones tradicionales sobre el desarrollo histórico de ciertas tecnologías. Estos expertos da rain como año de fabricación al año 1374, lo cual si bien se sitúa un par de siglos después de la fecha que presuntamente fue hecho sigue superando en antigüedad al de Salisbury.